# 蘭德爾縣 (德克薩斯州)
蘭德爾縣（英語：Randall County）位美国德克萨斯州北部狹地的一個縣，面積2,389平方公里。根据2020年美國人口普查，共有人口14萬753人。縣治坎寧（Canyon）。該縣成立於1876年8月21日，縣政府成立於1889年7月27日，縣名紀念德克薩斯第二十八騎兵團的霍雷斯·蘭德爾（Horace Randal，縣名乃手民之誤）。